# Historique de la draft des Nuggets de Denver
Le tableau suivant établit l'historique des sélections de la draft des Nuggets de Denver, au sein de la National Basketball Association (NBA).

## Légende
|  | Joueur intronisé au Basketball Hall of Fame          |
|  | Joueur sélectionné en premier choix lors de sa draft |
|  | Joueur ayant participé au NBA All-Star Game          |

## Sélections

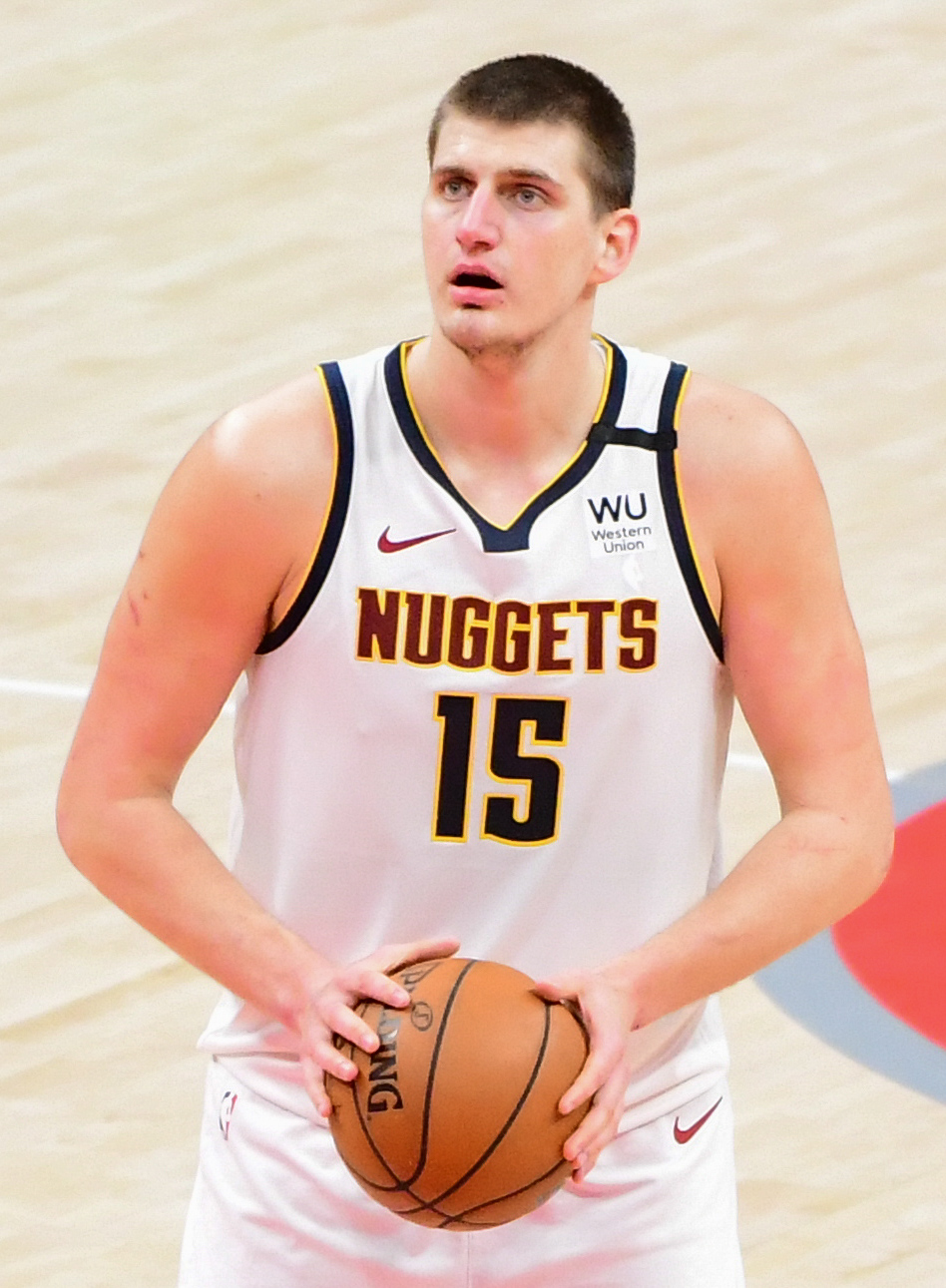
Nikola Jokić, sélectionné en 2014.

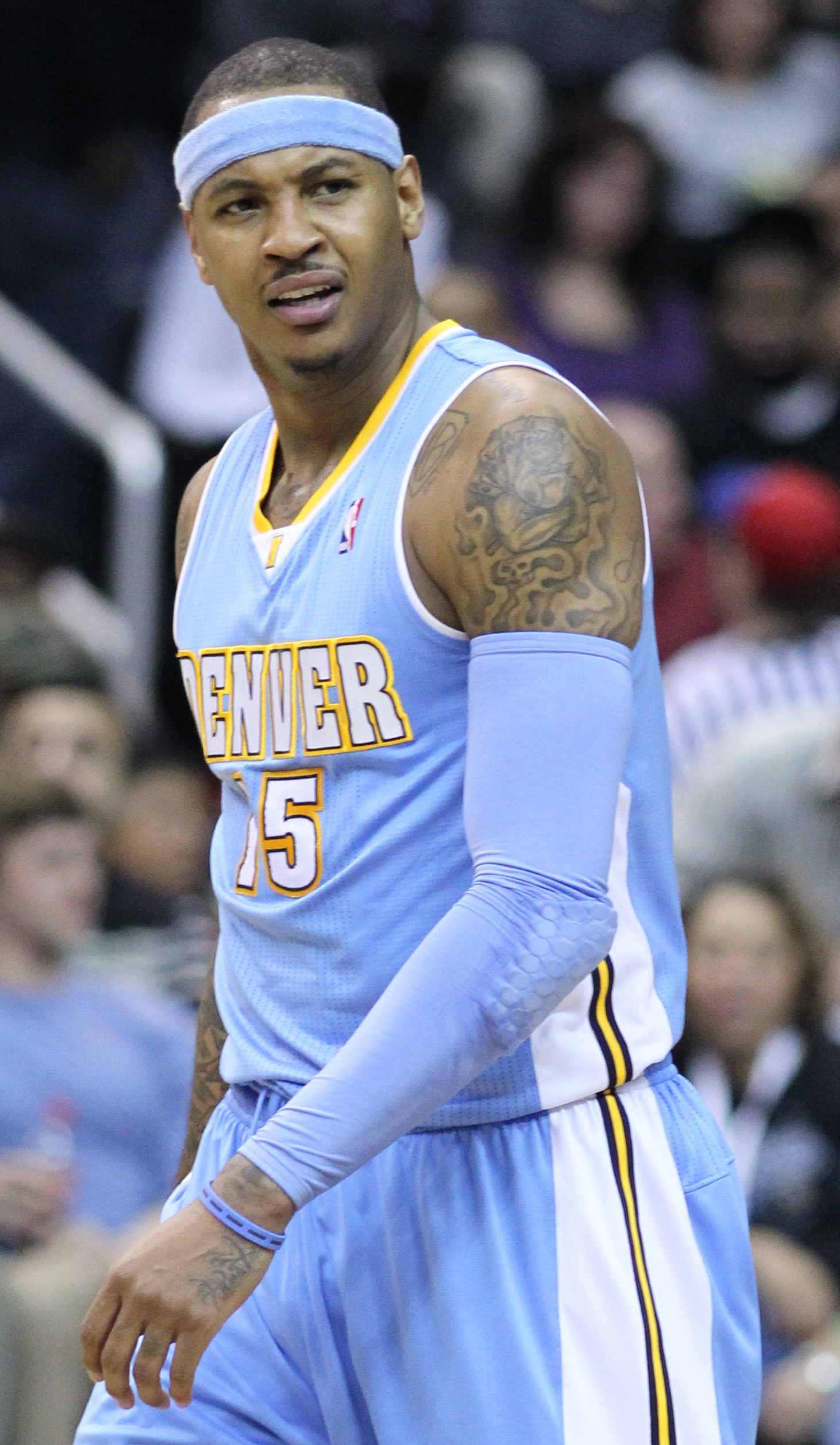
Carmelo Anthony, sélectionné en 2003.

| Année | Tour | Choix | Nom du joueur        | Provenance                            |
| ----- | ---- | ----- | -------------------- | ------------------------------------- |
| 2024  | 1    | 28    | Ryan Dunn            | Virginie                              |
| 2024  | 2    | 56    | Kevin McCullar Jr.   | Kansas                                |
| 2023  | 2    | 40    | Maxwell Lewis        | Alabama                               |
| 2022  | 1    | 21    | Christian Braun      | Kansas                                |
| 2021  | 1    | 26    | Nah'Shon Hyland      | VCU                                   |
| 2020  | 1    | 22    | Zeke Nnaji           | Arizona                               |
| 2018  | 1    | 14    | Michael Porter Jr.   | Missouri                              |
| 2018  | 2    | 43    | Justin Jackson       | Maryland                              |
| 2018  | 2    | 58    | Thomas Welsh         | UCLA                                  |
| 2017  | 1    | 11    | Donovan Mitchell     | Louisville                            |
| 2017  | 2    | 49    | Vlatko Čančar        | KK Mega Basket (Serbie)               |
| 2017  | 2    | 51    | Monte Morris         | Iowa State                            |
| 2016  | 1    | 7     | Jamal Murray         | Kentucky                              |
| 2016  | 1    | 15    | Juan Hernangómez     | CB Estudiantes (Espagne)              |
| 2016  | 1    | 19    | Malik Beasley        | Florida State                         |
| 2016  | 2    | 53    | Petr Cornelie        | Le Mans Sarthe Basket (France)        |
| 2016  | 2    | 56    | Daniel Hamilton      | Connecticut                           |
| 2015  | 1    | 7     | Emmanuel Mudiay      | Guangdong Southern Tigers (Chine)     |
| 2015  | 2    | 57    | Nikola Radičević     | Baloncesto Sevilla (Espagne)          |
| 2014  | 1    | 11    | Doug McDermott       | Creighton                             |
| 2014  | 2    | 41    | Nikola Jokić         | KK Mega Basket (Serbie)               |
| 2014  | 2    | 56    | Roy Devyn Marble     | Iowa                                  |
| 2013  | 1    | 27    | Rudy Gobert          | Cholet Basket (France)                |
| 2012  | 1    | 20    | Evan Fournier        | Poitiers Basket 86 (France)           |
| 2012  | 2    | 38    | Quincy Miller        | Baylor                                |
| 2012  | 2    | 50    | İzzet Türkyılmaz     | Banvit B.K. (Turquie)                 |
| 2011  | 1    | 22    | Kenneth Faried       | Morehead State                        |
| 2009  | 2    | 34    | Sergio Llull         | Real Madrid (Espagne)                 |
| 2006  | 2    | 49    | Leon Powe            | California                            |
| 2005  | 1    | 20    | Julius Hodge         | North Carolina State                  |
| 2005  | 1    | 22    | Jarrett Jack         | Georgia Tech                          |
| 2005  | 2    | 52    | Axel Hervelle        | Real Madrid (Espagne)                 |
| 2004  | 1    | 20    | Jameer Nelson        | St. Joseph's (PA)                     |
| 2003  | 1    | 3     | Carmelo Anthony      | Syracuse                              |
| 2003  | 2    | 46    | Sani Bečirović       | Virtus Pallacanestro Bologna (Italie) |
| 2002  | 1    | 5     | Nikoloz Tskitishvili | Benetton Treviso (Italie)             |
| 2002  | 1    | 25    | Frank Williams       | Illinois                              |
| 2002  | 2    | 33    | Vincent Yarbrough    | Tennessee                             |
| 2001  | 2    | 46    | Ousmane Cissé        | St. Jude Educational Institute        |
| 2000  | 1    | 26    | Mamadou N'Diaye      | Auburn                                |
| 2000  | 2    | 53    | Dan McClintock       | Northern Arizona                      |
| 1999  | 1    | 18    | James Posey          | Xavier (Ohio)                         |
| 1999  | 2    | 33    | Chris Herren         | Fresno State                          |
| 1999  | 2    | 41    | Francisco Elson      | California                            |
| 1998  | 1    | 3     | Raef LaFrentz        | Kansas                                |
| 1998  | 1    | 23    | Tyronn Lue           | Nebraska                              |
| 1998  | 2    | 54    | Tremaine Fowlkes     | Fresno State                          |
| 1998  | 2    | 55    | Ryan Bowen           | Iowa                                  |
| 1997  | 1    | 5     | Tony Battie          | Texas Tech                            |
| 1997  | 2    | 32    | James Cotton         | CSU Long Beach                        |
| 1997  | 2    | 41    | Jason Lawson         | Villanova                             |
| 1996  | 1    | 23    | Efthimi Rentzias     | PAOK Thessaloniki (Grèce)             |
| 1996  | 2    | 37    | Jeff McInnis         | North Carolina                        |
| 1995  | 1    | 15    | Brent Barry          | Oregon State                          |
| 1995  | 2    | 44    | Anthony Pelle        | Fresno State                          |
| 1994  | 1    | 13    | Jalen Rose           | Michigan                              |
| 1993  | 1    | 9     | Rodney Rogers        | Wake Forest                           |
| 1993  | 2    | 43    | Josh Grant           | Utah                                  |
| 1992  | 1    | 5     | LaPhonso Ellis       | Notre Dame                            |
| 1992  | 1    | 13    | Bryant Stith         | Virginia                              |
| 1992  | 2    | 46    | Robert Werdann       | St. John's (NY)                       |
| 1991  | 1    | 4     | Dikembe Mutombo      | Georgetown University                 |
| 1991  | 1    | 8     | Mark Macon           | Temple                                |
| 1990  | 1    | 3     | Mahmoud Abdul-Rauf   | LSU                                   |
| 1990  | 2    | 42    | Marcus Liberty       | Illinois                              |
| 1989  | 1    | 15    | Todd Lichti          | Stanford                              |
| 1989  | 2    | 42    | Michael Cutright     | McNeese State                         |
| 1989  | 2    | 47    | Reggie Turner        | UAB                                   |
| 1988  | 1    | 23    | Jerome Lane          | Pittsburgh                            |
| 1988  | 2    | 43    | Todd Mitchell        | Purdue                                |
| 1988  | 2    | 47    | Vernon Maxwell       | Florida                               |
| 1988  | 3    | 66    | Dwight Boyd          | Memphis                               |
| 1987  | 2    | 31    | Andre Moore          | Loyola Chicago                        |
| 1987  | 3    | 54    | Tom Schafer          | Iowa State                            |
| 1987  | 4    | 77    | David Boone          | Marquette                             |
| 1987  | 5    | 100   | Ron Grandison        | New Orleans                           |
| 1987  | 6    | 123   | Kelvin Scarborough   | New Mexico                            |
| 1987  | 7    | 146   | Rowan Gomes          | Hampton                               |
| 1987  | 7    | 156   | Curtis Hunter        | North Carolina                        |
| 1986  | 1    | 16    | Maurice Martin       | St. Joseph's (NY)                     |
| 1986  | 1    | 18    | Mark Alarie          | Duke                                  |
| 1986  | 2    | 41    | Otis Smith           | Jacksonville                          |
| 1986  | 3    | 64    | Don Redden           | LSU                                   |
| 1986  | 4    | 87    | Anthony Watson       | San Diego State                       |
| 1986  | 5    | 110   | Jon Collins          | Eastern Illinois                      |
| 1986  | 6    | 133   | Anthony Frederick    | Pepperdine                            |
| 1986  | 7    | 156   | Mike Marshall        | McNeese State                         |
| 1985  | 1    | 15    | Blair Rasmussen      | Oregon                                |
| 1985  | 2    | 43    | Barry Stevens        | Iowa State                            |
| 1985  | 4    | 89    | Pete Williams        | Arizona                               |
| 1985  | 5    | 112   | Kenny Brown          | Texas A&M                             |
| 1985  | 6    | 135   | Joe Carrabino        | Harvard                               |
| 1985  | 7    | 158   | Eddie Smith          | Arizona                               |
| 1984  | 2    | 42    | Willie White         | Tennessee-Chattanooga                 |
| 1984  | 4    | 79    | Karl Tilleman        | Calgary (Canada)                      |
| 1984  | 5    | 103   | Prince Bridges       | Missouri                              |
| 1984  | 6    | 131   | Willie Burton        | Tennessee                             |
| 1984  | 7    | 149   | Mark Simpson         | Catawba (SC)                          |
| 1984  | 8    | 171   | Bill Wendtland       | Texas Austin                          |
| 1984  | 9    | 194   | Cecil Exum           | North Carolina                        |
| 1984  | 10   | 220   | Dexter Bailey        | Xavier (Ohio)                         |
| 1983  | 9    | 184   | Jim Graziano         | South Carolina                        |
| 1983  | 1    | 15    | Howard Carter        | LSU                                   |
| 1983  | 2    | 37    | David Russell        | St. John's (NY)                       |
| 1983  | 3    | 61    | David Little         | Oklahoma                              |
| 1983  | 4    | 83    | York Gross           | UC Santa Barbara                      |
| 1983  | 5    | 107   | James Braddock       | North Carolina                        |
| 1983  | 6    | 129   | Glen Green           | Murray State                          |
| 1983  | 7    | 153   | Maurice McDaniel     | Catawba (SC)                          |
| 1983  | 8    | 175   | Cliff Tribus         | Davidson                              |
| 1983  | 9    | 198   | Bobby Van Noy        | Catawba (SC)                          |
| 1983  | 10   | 218   | Cleveland McCrae     | Catawba (SC)                          |
| 1982  | 1    | 19    | Rob Williams         | Arizona State                         |
| 1982  | 3    | 62    | Roylin Bond          | Pepperdine                            |
| 1982  | 4    | 73    | Alford Turner        | Louisiana-Lafayette                   |
| 1982  | 5    | 109   | Bill Duffy           | Santa Clara                           |
| 1982  | 6    | 131   | Chris Brust          | North Carolina                        |
| 1982  | 7    | 153   | Jeb Barlow           | North Carolina                        |
| 1982  | 8    | 178   | Donny Speer          | UAB                                   |
| 1982  | 9    | 200   | Dean Sears           | UCLA                                  |
| 1982  | 10   | 220   | Mike Phillips        | Niagara                               |
| 1981  | 2    | 34    | Ken Green            | Texas–Pan American                    |
| 1981  | 5    | 101   | Willie Sims          | LSU                                   |
| 1981  | 6    | 124   | Alonzo Weatherley    | Denver                                |
| 1981  | 7    | 147   | Greg Manning         | Maryland                              |
| 1981  | 8    | 169   | Curtis Redding       | St. John's (NY)                       |
| 1981  | 9    | 191   | Andrew Burton        | Austin Peay State                     |
| 1981  | 10   | 211   | Derrick Rowland      | Potsdam State                         |
| 1980  | 1    | 5     | James Ray            | Jacksonville                          |
| 1980  | 1    | 23    | Carl Nicks           | Indiana State                         |
| 1980  | 2    | 41    | Jawann Oldham        | Seattle                               |
| 1980  | 3    | 47    | Kurt Nimphius        | Arizona State                         |
| 1980  | 3    | 48    | Eddie Lee            | Cincinnati                            |
| 1980  | 3    | 51    | Ronnie Valentine     | Old Dominion                          |
| 1980  | 4    | 73    | Sammie Ellis         | Pittsburgh                            |
| 1980  | 5    | 97    | James Patrick        | Texas State                           |
| 1980  | 6    | 119   | Ernie Hill           | Oklahoma City                         |
| 1980  | 7    | 143   | Tommy Springer       | Vanderbilt                            |
| 1980  | 9    | 184   | Jim Graziano         | South Carolina                        |
| 1980  | 10   | 202   | Earl Sango           | Regis University                      |
| 1979  | 2    | 30    | Gary Garland         | DePaul                                |
| 1979  | 5    | 102   | Larry Williams       | Louisville                            |
| 1979  | 6    | 122   | Odell Ball           | Marquette                             |
| 1979  | 7    | 144   | John Johnson         | Creighton                             |
| 1979  | 8    | 162   | Matt Teahan          | Denver                                |
| 1979  | 9    | 179   | Emmett Lewis         | Colorado                              |
| 1978  | 1    | 17    | Rod Griffin          | Wake Forest                           |
| 1978  | 1    | 21    | Mike Evans           | Kansas State                          |
| 1978  | 3    | 46    | Hollis Copeland      | Rutgers                               |
| 1978  | 5    | 106   | Mike Edwards         | Texas–Pan American                    |
| 1978  | 6    | 127   | Robert Heard         | Columbus (GA)                         |
| 1978  | 7    | 148   | Jack Gilloon         | South Carolina                        |
| 1978  | 8    | 166   | Larry Vaculik        | Colorado                              |
| 1978  | 9    | 183   | Tom Schneeberger     | Air Force                             |
| 1978  | 10   | 198   | Phil Taylor          | Arizona                               |
| 1977  | 1    | 9     | Tom LaGarde          | North Carolina                        |
| 1977  | 1    | 21    | Anthony Roberts      | Oral Roberts                          |
| 1977  | 3    | 65    | Robert Smith         | UNLV                                  |
| 1977  | 5    | 109   | John Billups         | Ole Miss                              |
| 1977  | 6    | 130   | Jim Town             | Massachusetts                         |
| 1977  | 7    | 148   | Willie High          | Alabama State                         |
| 1977  | 8    | 169   | Len Saunders         | Florida                               |